# 净居寺站
净居寺站位于成都市锦江区净居寺路与净居寺西街路口，是成都地铁8号线的一座地下车站，于2020年12月18日启用。

## 车站结构
| 地面                             | 0         | 出入口 |
| 地下一层                         | 站厅      | 自助购票、客服中心                                                                                               |
| 地下二层                         | 8号线站台 | \| \| \| 8号线往桂龙路（东大路） \| \| 島式 · 開左邊车门 · 无障碍卫生间 \| \| \| \| \| \| 8号线往龙港（东光） \| |
|                                  |           | 8号线往桂龙路（东大路）                                                                                          |
| 島式 · 開左邊车门 · 无障碍卫生间 |           | |
|                                  |           | 8号线往龙港（东光）                                                                                              |

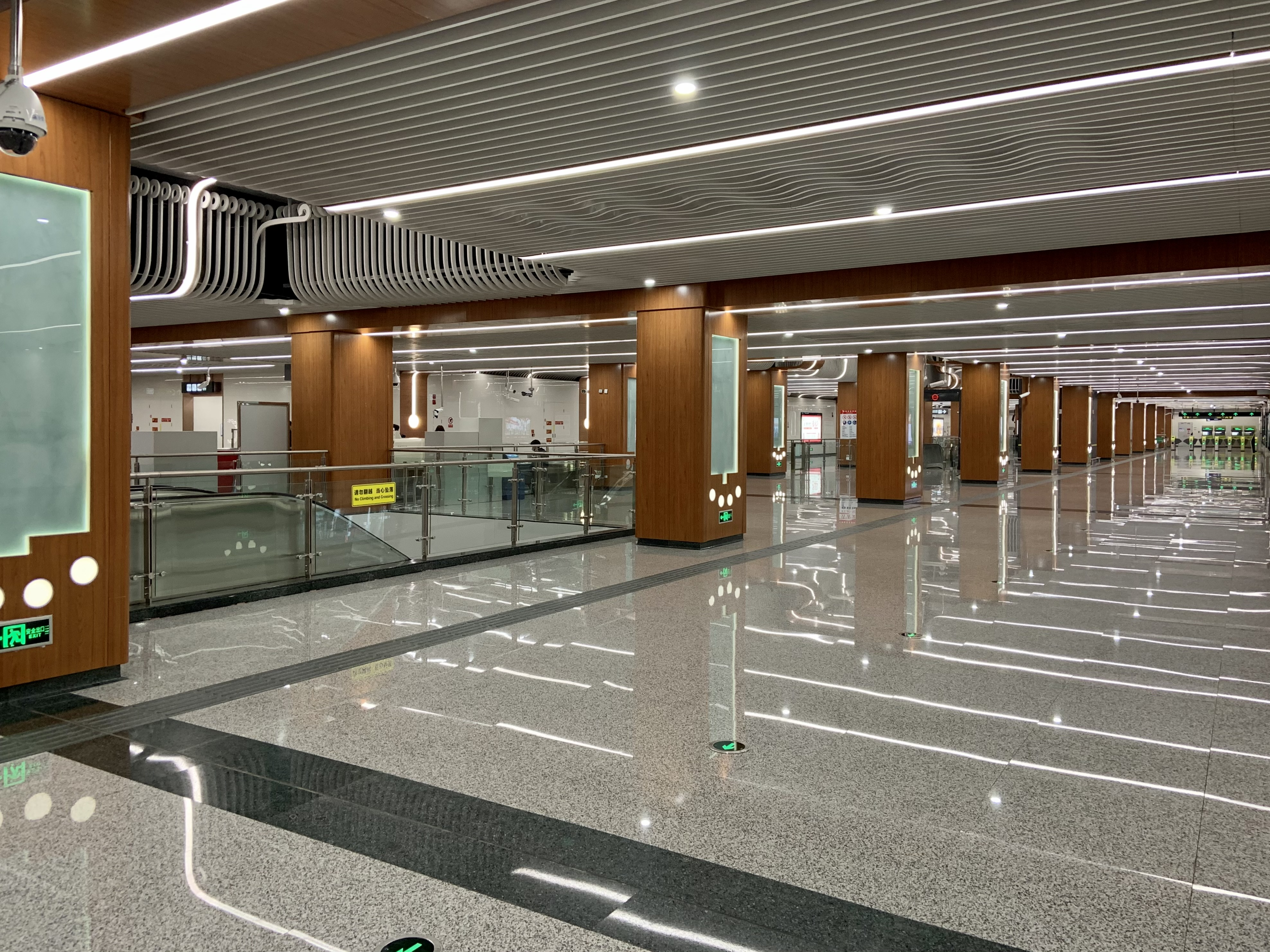
站厅层
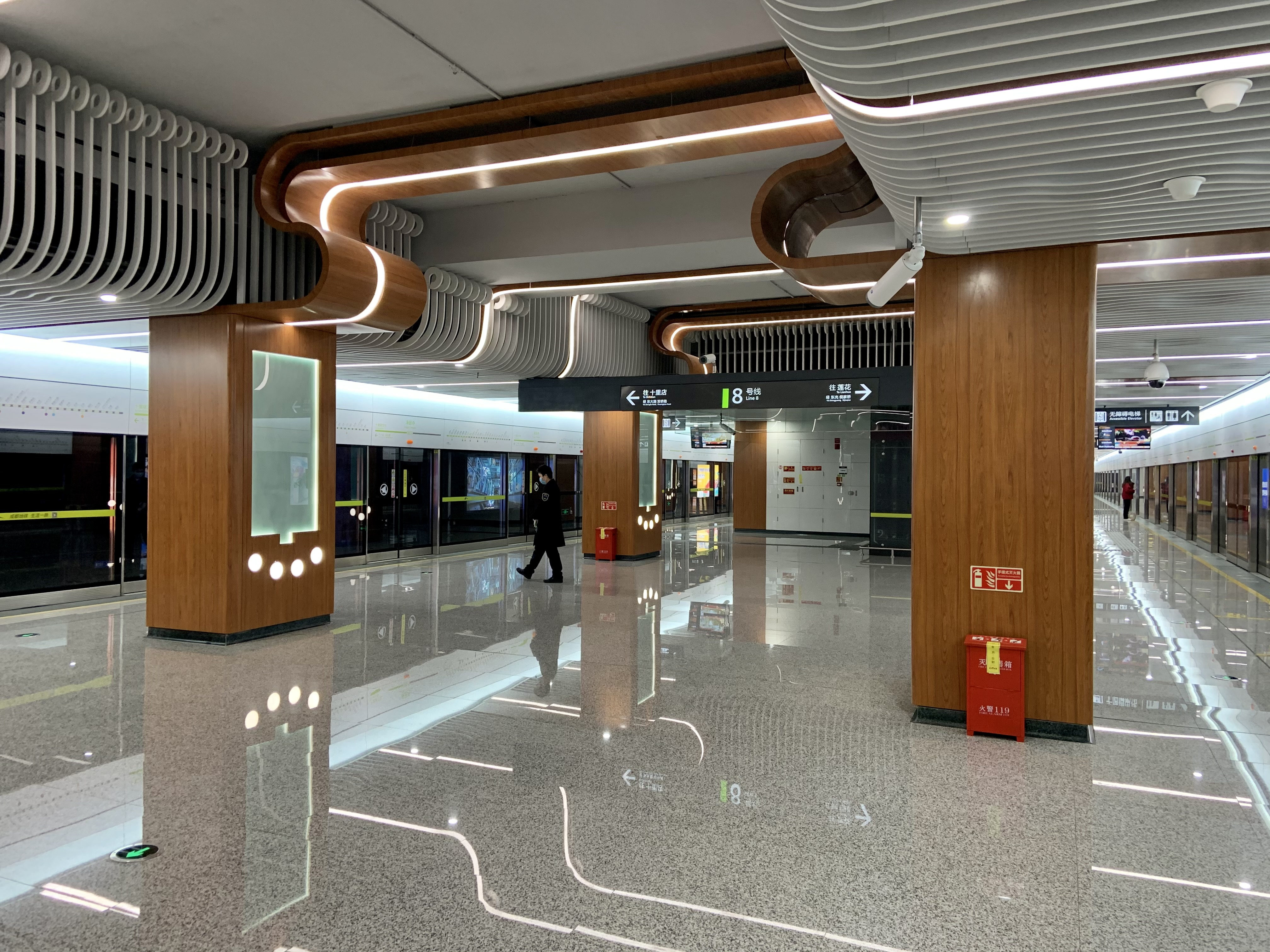
站台层
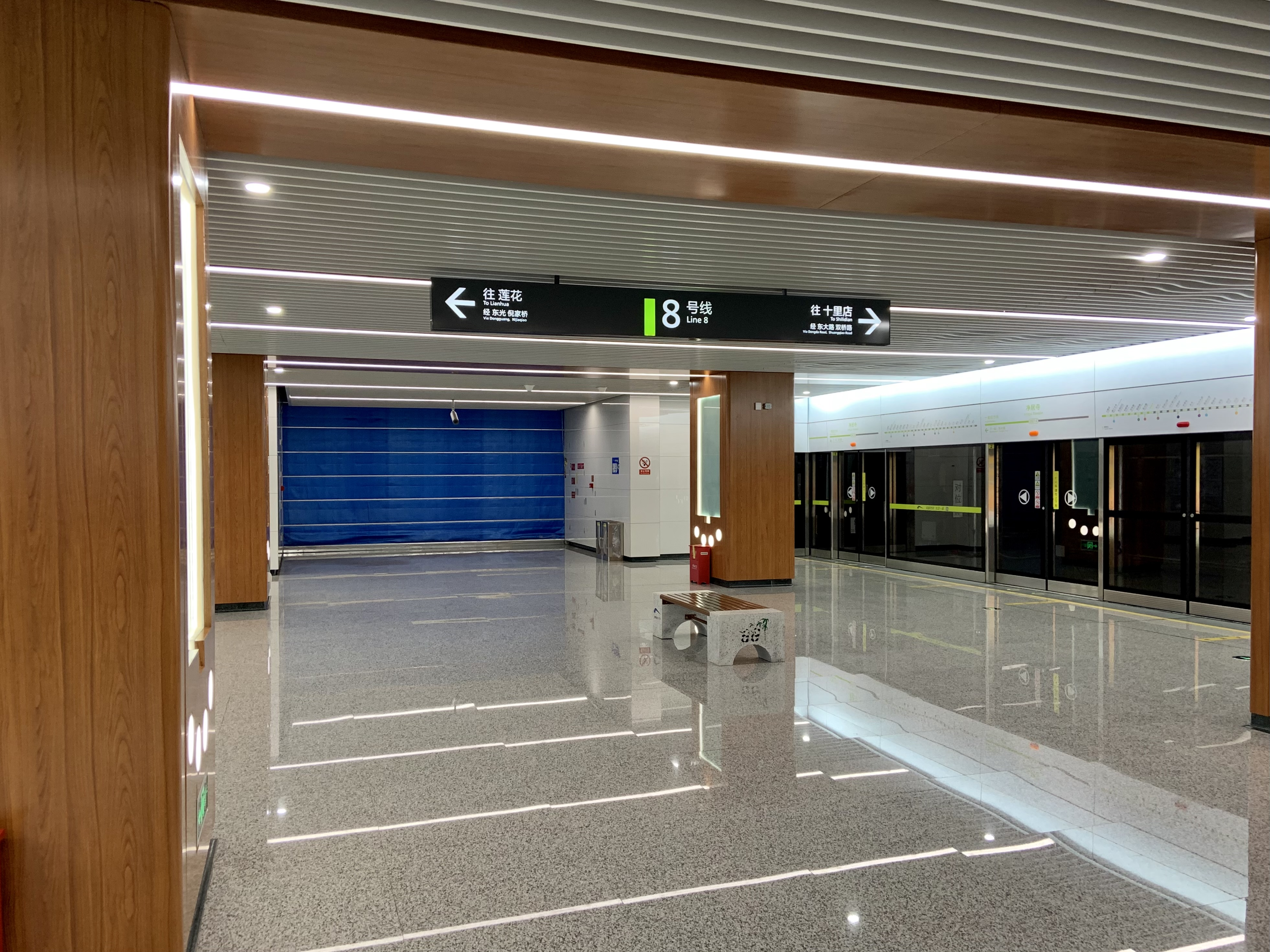
预留往13号线的站台换乘节点

## 内装与公共艺术
本站特色主题为瑟。

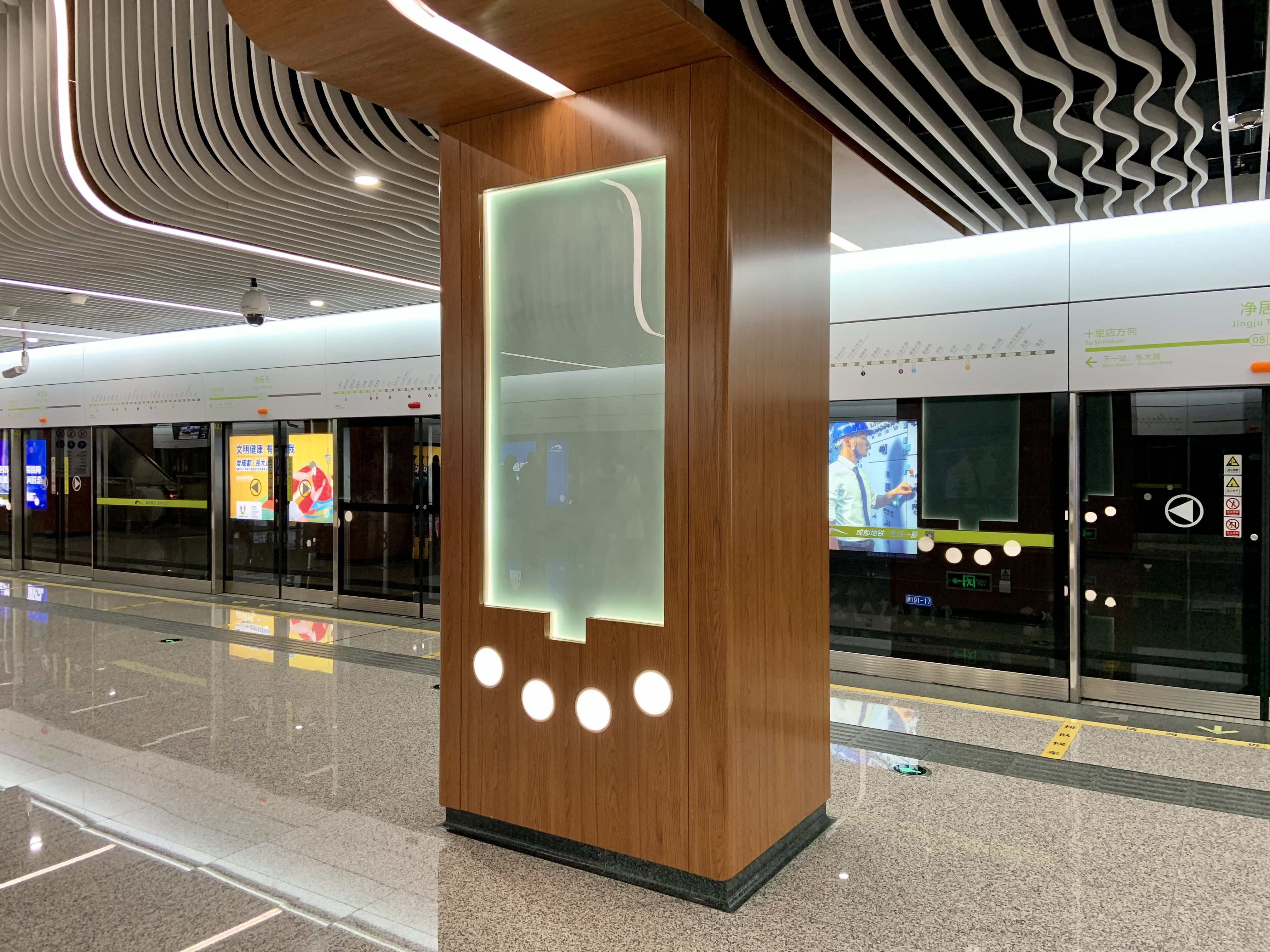
站台上体现瑟轮廓的立柱装饰

本站8号线站区为8号线20座一般艺术站之一，以“传统国韵”为灵感，以中国传统乐器融入站点装修，并结合流线型天花板，打造出文化气息浓厚的乘车环境。。

## 出入口
本站目前开放4个出入口。
| 编号     | 设施                           | 指示                                     | 照片 |
| -------- | ------------------------------ | ---------------------------------------- | ---- |
|          |                                | 净居寺西街、净居寺南街、东光北顺街       |      |
| 出口 · B |                                | 净居寺西街、净居寺南街、安信路           |      |
| 出口 · C | 无障碍电梯 无障碍卫生间 哺乳室 | 净居寺路、净居寺西街、净居寺南街、安信路 |      |
| 出口 · D |                                | 净居寺路、净居寺西街、净居寺南街         |      |

## 历史
- 2020年12月18日，8号线车站启用。
- 2023年7月，本站英文名由Jingju Temple改为Jingjusi。

## 未来发展
预计2024年13号线开通后，本站将成为8号线和13号线换乘站。